# 1999 HS11
1999 HS11 est un objet transneptunien de la famille des cubewanos.

## Caractéristiques
1999 HS11 mesure environ 211 km de diamètre.